# نیکی بات
نیکلاس «نیکی» بات (به انگلیسی: Nicky Butt) زادهٔ ۲۱ ژانویه ۱۹۷۵ بازیکن فوتبال اهل انگلستان بود که سابقهٔ بازی در تیم ملی فوتبال انگلستان را در کارنامهٔ خود دارد. وی در تاریخ ۲۹ مارس ۱۹۹۷ نخستین بازی ملی خود را در مقابل تیم ملی فوتبال مکزیک انجام داد و با حضور در ۳۹ بازی ملی، در تاریخ ۱۷ نوامبر ۲۰۰۴ واپسین بازی ملی‌اش را در برابر تیم ملی فوتبال اسپانیا برگزار کرد.